# ハワイの正教会
ハワイの正教会（英語: Orthodox Church in Hawaii）では、アメリカ合衆国ハワイ州における正教会に関して扱う。

## 短史
ハワイにおける最初のキリスト教儀式は1779年、ジェームズ・クック船長が亡くなった船員の葬式をハワイ島のケアラケクア湾で執り行ったことであった。その後、カメハメハ大王が亡くなったあと、1820年にハワイで初めての教会、モクアイカウア教会ができている。

### 初期の正教会
正教会の最初の儀式は、当時アラスカはロシア領だったので、1750〜1793年ごろに航行するロシア船がホノルルに寄港して、復活祭の行事を行ったものと考えられる。最初の正教会は1817年にカウアイ島ワイメアに作られたロシアの「エリザベス要塞」に付属して成立した。2017年11月、エリザベス要塞200周年を記念して「エリザベス要塞フォーラム 2017」がカウアイ島で開催され、その中でイヴィロンの生神女ロシア正教会と聖ジュヴェナリ・ミッションの司祭による永眠者への祈り「パニヒダ」も行なわれた。
1915年には、ロシア正教会から司祭が正式にハワイへ到着して、翌年のクリスマスにはホノルルの聖アンデレ教会で復活祭の奉神礼を行っている。ロシア革命以降は、ハワイのロシア正教会は在外ロシア正教会に所属することとなった。
1960年代以降は、ロシア正教会だけでなく、ギリシャ正教会、セルビア正教会、アメリカ正教会などができて、今日に至っている。

### 在外ロシア正教会
ホノルルのロシア正教会は在外ロシア正教会に所属していて、1960年代後半には、下記のギリシャ正教会からの人たちも迎えてエフェソスの聖マトヴェイ（St. Mark of Ephesus）・ロシア正教会となった。1980年代前半には、イヴィロンの生神女ロシア正教会と呼ばれるようになった。

### 在米国ギリシャ正教会
ギリシャ正教会関係では、1960年代中頃に在米国ギリシャ正教会（Greek Orthodox Archdiocese of America）に属するミッションが設立されて、その後聖コンスタンチン＆聖ヘレン・ギリシャ正教会（Ss. Constantine & Helen Greek Orthodox Cathedral of the Pacific）と呼ばれている。

### セルビア正教会
1990年代にホノルルに、セルビア正教会（Serbian Orthodox Church）に所属する集会（St. Lazar of Serbia Mission）が持たれた時期もあったが、その後中止されて、信者は上記ロシア正教会またはギリシャ正教会へ移っている。

### アンチオキア正教会
2003年にアンチオキア正教会北米大主教区に属するミッションが米軍のチャプレンにより開始されたことがある。

### アメリカ正教会
2004年にアメリカ正教会西部教区に所属する聖ジュヴェナリ正教ミッションがハワイ島西部のカイルア・コナにできて 、司祭が不在の時期もあったが2007年から再開されている。聖ジュヴェナリ（Juvenaly of Alaska）は1794年にロシア正教会がヴァラーム修道院からアラスカへ送った最初のミッションの一員で、そこで殉教した。また、ハワイ島の東部のヒロ近くに聖昇天正教ミッションが設立された。

### コプト正教会
聖マルコ・コプト正教会は1986年にホノルルでスタートし、初めはカトリック教会、聖公会などを借りていたが、2004年にはいくつかの建物がある現在の場所を買って、そこへ移っている。 
こうした様々な正教会は歴史と用語が多少違うだけで、相互陪餐関係にある。奉神礼での「主の祈り」は、よく英語だけでなくギリシャ語、教会スラブ語、その他の言葉で出席者に合わせて行われる。

## オアフ島
オアフ島には次の教会・集会がある。

### イヴィロンの生神女ロシア正教会
イヴィロンの生神女ロシア正教会（Holy Theodokos of Iveron Russian Orthhodox Church） はホノルルにあり、住所は845 Queen Street, Suite #101, Honolulu, Hawaii。

### 聖コンスタンチン＆聖ヘレン・ギリシャ正教会
聖コンスタンチン＆聖ヘレン・ギリシャ正教会（Ss. Constantine & Helen Greek Orthodox Cathedral of the Pacific） もホノルルにあり、住所は930 Lunalilo Street, Honolulu, Hawaii 96822。

### 聖マルコ・コプト正教会
聖マルコ・コプト正教会  はホノルルにある。住所は1052 Ilima Drive 
Honolulu, HI 96817、電話は(808) 595-4499。アメリカ・コプト正教会ロサンジェルス・南カリフォルニア・ハワイ教区（Diocese of Los Angeles, Southern California and Hawaii）に属している。

## カウアイ島

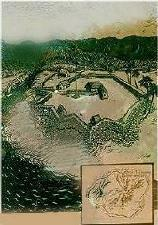
ロシアのエリザベス要塞（1815年）

カウアイ島には19世紀に露米会社が建設したエリザベス要塞（1817〜1862年）があって、そこに正教会があったが現在はない。

## ハワイ島
ハワイ島には次の教会・集会がある。

### 聖ジュヴェナリ・ミッション
このミッション（St. Juvenaly Orthodox Mission） はハワイ島の西側のカイルア・コナにあり、アメリカ正教会西部教区（Diocese of the West）に所属する。

### 聖昇天正教会
ハワイ島の東側のホノム（Honomu, Hawaii）に、聖昇天正教会（Holy Ascension Orthodox Church）が2013年にできた。上と同じく、アメリカ正教会西部教区に所属。

## マウイ島
マウイ島には次の集会がある。

### マウイ・ミッション
アメリカ・ギリシャ正教会サンフランシスコ主教区に所属するマウイ・ミッション（Maui Mission） がキヘイ（Kihei）にある。

## モロカイ島
モロカイ島には、正教会の活動はなかった。